# Gegarang (Blang Jerango)
Gegarang is een bestuurslaag in het regentschap Gayo Lues van de provincie Atjeh, Indonesië. Gegarang telt 366 inwoners (volkstelling 2010).